# Lancia Dialfa
La 18/24 HP Dialfa era il secondo modello di autovettura realizzato dalla Lancia, più potente e veloce del primo, al quale si affiancava ma che non sostituiva.

## Contesto
Veniva presentata nell'estate del 1908 e si doveva considerare la sorella maggiore della prima, e fino ad allora unica, vettura presentata dalla casa automobilistica torinese, la Alfa, dalla quale differiva essenzialmente per il motore (a 6 cilindri anziché a 4) e per l'incremento del passo del telaio. Tra l'altro il propulsore a 6 cilindri venne sospeso nella produzione Lancia per molti anni, fino alla presentazione della Lancia Aurelia.
Una delle sue caratteristiche più ragguardevoli era la velocità raggiungibile, di quasi 110 km/h, molto elevata per l'epoca.
Soltanto 23 gli esemplari realizzati e venduti nel 1908.

## Caratteristiche tecniche
Periodo produzione: anno 1908
- Motore : Tipo 53; motore anteriore, longitudinale, a 6 cilindri in linea, tri-blocco (3 blocchi in ghisa da 2 cilindri cadauno), alesaggio mm 90, corsa mm 100, cilindrata totale cm³ 3817,03, testa cilindri fissa, basamento in lega d'alluminio, distribuzione a valvole laterali parallele (2 valvole per cilindro) comandate tramite un albero a camme laterale (nel basamento) azionato da ingranaggi; albero motore su 4 supporti; rapporto di compressione 4,8:1, potenza massima CV 40 a 1.500 giri/minuto, regime massimo raggiungibile: 1.800 giri/minuto; alimentazione a caduta (carburatore verticale Lancia a due stadi, preriscaldato dall'acqua del radiatore); accensione a magnete ad alta tensione (Bosch) con valore dell'anticipo regolabile manualmente; lubrificazione a gravità (pompa ausiliaria per lubrificare i supporti dell'albero motore in funzione del regime di rotazione) capacità del circuito di lubrificazione litri 15; raffreddamento ad acqua con pompa centrifuga e con radiatore a nido d'ape, coadiuvato da un ventilatore
- Trasmissione : ad albero con giunti cardanici, trazione sulle ruote posteriori; frizione multidisco a bagno d'olio; cambio (scatola in lega leggera) a 4 rapporti più retromarcia con comando a leva laterale; rapporto finale di riduzione (ingranaggi conici) 2,722:1 (18/49)
- Sospensioni : anteriormente ad assale rigido e balestre longitudinali semiellittiche, posteriormente ad assale rigido con balestre longitudinali a 3/4 di ellisse
- Freni: freno a pedale (meccanico) agente sulla trasmissione e freno a mano (meccanico) agente sulle ruote posteriori
- Ruote e pneumatici: ruote in legno (a razze), pneumatici 820 x 120
- Sterzo: posizione guida a destra; sterzo a vite e ruota.
- Telaio: in acciaio, a longheroni e traverse; passo cm 323,5, carreggiata anteriore cm 133 carreggiata posteriore cm 133; lunghezza e larghezza del telaio cm 421,5 e cm 161,5 rispettivamente; peso del telaio, in ordine di marcia, Kg 750.
- Prestazioni: velocità massima km/h 110
- Prezzo: telaio nudo Lire 14.000, nel 1908;
- Numerazione telai: tra il n° 37 e il n° 136; entro questa numerazione (che riguarda soprattutto il modello 15 HP-Alfa) sono compresi gli esemplari del modello 18/24 HP-Dialfa, che assommano a 23 unità in tutto.